# Речные монстры
Речные монстры (англ. River Monsters) — передача канала Animal Planet (в России её транслируют на канале Animal Planet и Discovery), в которой биолог и рыбак Джереми Уэйд путешествует по всему миру, собирая истории о нападениях на людей в пресноводных водоёмах неизвестных монстров (которые, обычно, оказываются гигантскими рыбами), а также, иногда рискуя жизнью, ловит их.

## Особенности передачи
Каждая серия начинается с одного или нескольких повествований, сопровождаемых видео-реконструкцией, о нападении неизвестного существа на людей. Выжившие жертвы и свидетели нападений дают интервью, рассказывая подробности нападения.
В течение всей серии Джереми встречается с профессионалами — рыбаками и биологами, специализирующимся по тем существам, на которых падают подозрения, или по местности, в которой произошли нападения. Как Джереми, так и его собеседники делают предположения о том, кто именно напал на людей.
Истории о нападениях часто обрастают легендами, слухами и домыслами. В частности, в эпизоде про сома-убийцу местные жители рассказывали о необыкновенном чудовище, похожем на свинью, в то время как на самом деле оно оказалось гигантским сомом; легенды о «европейском людоеде» (см. список эпизодов) уходили корнями в Средневековье. Такие легенды и слухи часто становятся одной из основных тем серии.
К концу серии Джереми уже располагает наиболее правдоподобной версией об «авторе» нападения; чтобы доказать её, он предпринимает попытки поймать существо, которое, по его мнению, совершило его. После нескольких попыток ему почти всегда удаётся поймать это существо (как уже говорилось, обычно это — гигантская рыба), после чего он взвешивает его и отпускает обратно в водоём. Рыбалки, в которых Джереми борется с большими, сильными и опасными рыбами, часто представляют угрозу для его жизни: в эпизоде про сома-убийцу он, не желая упустить «клюнувшего» огромного сома, поплыл вслед за ним по реке, в которой ранее сомы не раз нападали на людей; в другом эпизоде миссисипский панцирник укусил его за руку, а другая рыба — порезала острой чешуей локоть.

## Список эпизодов

### 1 сезон
Первый сезон показывался в США в апреле — мае 2009-го, а в России — в феврале — марте 2010-го.
- Эпизод 1 — Пираньи (Piranha)
- Эпизод 2 — Зубатка убийца (Killer catfish)
- Эпизод 3 — Рыба-аллигатор (Alligator Gar)
- Эпизод 4 — Европейский людоед (European maneater)
- Эпизод 5 — Амазонские убийцы (Amazon assassins)
- Эпизод 6 — Амазонские хищники (Amazon Flesh Eaters)
- Эпизод 7 — Пресноводная акула (Freshwater Shark)

### 2 сезон
Показ второго сезона в США проходил в марте — мае 2010 года, а в России начался в феврале 2011-го. Информацию об эпизодах можно найти на сайте Discovery.
- Эпизод 1 — Рыба-демон (Demon Fish)
- Эпизод 2 — Смертоносный скат (Death ray).
- Эпизод 3 — Змееголов-убийца (Killer Snakehead)
- Эпизод 4 — Убийца из Конго (Congo Killer)
- Эпизод 5 — Ужас на Аляске (Alaskian horror)
- Эпизод 6 — Убийцы Рифтовой долины (Rift Valley Killers)
- Эпизод 7 — Бычья акула (Hidden Predator)
- Эпизод 8 — Специальный выпуск: Сом-убийца (Расширенная версия) (Special: Killer Catfish (Extended Cut))

### 3 сезон
Показ третьего сезона в США проходил в апреле — мае 2011 года.
- Эпизод 1 — Кастратор Папуа-Новой Гвинеи (The Mutilator)
- Эпизод 2 — Гигантский угорь Новой Зеландии (Flesh Ripper)
- Эпизод 3 — Безмолвный убийца (Silent Assassin)
- Эпизод 4 — Хищник с бензопилой (Chainsaw Predator)
- Эпизод 5 — Электрический палач (Electric Executioner)
- Эпизод 6 — Ужас, леденящий кровь (Cold Blooded Horror)
- Эпизод 7 — Убийца из джунглей (Jungle Killer)
- Эпизод 8 — Специальный выпуск: Самый смертоносный (Special: The Deadliest)
- Эпизод 9 — Специальный выпуск: Самое причудливое (Special: The Most Bizarre)
- Эпизод 10 — Специальный выпуск: Потерянные Катушки - Амазонский гигант (Special: The Lost Reels - Amazonian Giant)

### 4 сезон
Показ четвёртого сезона в США проходил в апреле — мае 2012 года.
- Эпизод 1 — Американские убийцы (American Killers)
- Эпизод 2 — Хищная стая (Pack of Teath)
- Эпизод 3 — Невидимый хищник (Invisible Executioner)
- Эпизод 4 — Азиатский убийца (Asian Slayer)
- Эпизод 5 — Акулы и скаты убийцы (Killer Scharks and Rays)
- Эпизод 6 — Убийца из России (Russian Killer)
- Эпизод 7 — Монгольское чудовище (Mongolian Mauler)
- Эпизод 8 — Призрачный убийца (Phantom Assassin)
- Эпизод 9 — Логово гигантов (Lair of Giants)
- Эпизод 10 — Специальный выпуск: Убийственное оружие (Special: Killer Weapons)
- Эпизод 11 — Специальный выпуск: Смертельные легенды (Special: Lethal Legends)
- Эпизод 12 — Специальный выпуск: Самые смертоносные встречи (Special: Special: Deadliest Encounters)
- Эпизод 13 — Специальный выпуск: Самый смертоносный сом (Special: Deadliest Catfish)
- Эпизод 14 — Специальный выпуск: Нерассказанные истории (Special: Untold Stories)

### 5 сезон
Показ пятого сезона в США проходил в апреле — мае 2013 года.
- Эпизод 1 — Потрошитель лиц (Face Ripper)
- Эпизод 2 — Атомный убийца (Atomic assassin)
- Эпизод 3 — Смертельная торпеда (Killer Torpedo)
- Эпизод 4 — Колумбийский душегуб (Colombian Slasher)
- Эпизод 5 — Вампиры глубин (Vampires of the Deep)
- Эпизод 6 — Легенда озера Лох-Несс (Legend of Loch Ness)
- Эпизод 7 — Специальный выпуск: «Год зверей» (Special: "Year of Beasts")

### 6 сезон
Показ шестого сезона в США проходил в апреле — мае 2014 года.
- Эпизод 1 — Амазонский Титаник (Amazon Titanic)
- Эпизод 2 — Душегуб в джунглях (Jungle Terminator)
- Эпизод 3 — Кровавая река (River of Blood)
- Эпизод 4 — Людоед (Man-Eating Monster)
- Эпизод 5 — Костолом (Bone Crusher)
- Эпизод 6 — Похитительница тел (Body Snatcher)
- Эпизод 7 — Секреты охоты на чудовищ (Monster Hunting Secrets)
- Эпизод 8 — Американские ужасы (American Horrors) Спецвыпуск
- Эпизод 9 — Смертельно опасные тайны (Killer Mysteries) Спецвыпуск
- Эпизод 10 — Чудовища из ниоткуда (Lethal Encounters) Спецвыпуск
- Эпизод 11 — Худшие кошмары (Worst Nightmares) Спецвыпуск

### 7 сезон
Показ седьмого сезона в США проходил в апреле — мае 2015 года. Премьера в России состоялась 21 сентября на канале Discovery Channel.
- Эпизод 1 — Канадский ужас (Canadian horror)
- Эпизод 2 —  Монстр из Меконга (Mekong Mutilator)
- Эпизод 3 —  Доисторический ужас (Jurassic-Sized Prehistoric Terror)
- Эпизод 4 — Убийца из ледяных вод Аляски (Alaska’s Cold Water Killer)
- Эпизод 5 — Ужасы на юге Тихого океана (South Pacific Terror)
- Эпизод 6 — Африканские хищники (Africa’s Deadliest)
- Эпизод 7 — Доисторический ужас (Prehistoric Terror)
- Эпизод 8 — Специальный выпуск: Воспоминания о Первом (Special: Flashback to the First)
- Эпизод 9 — Специальный выпуск: Любимые моменты Джереми 1(Special: Jeremy's Favorite Moments 1)
- Эпизод 10 — Специальный выпуск: Любимые моменты Джереми 2 (Special: Jeremy's Favorite Moments 2)
- Эпизод 11 — Специальный выпуск: Размер имеет значение(Special: Size Matters)

### 8 сезон
Показ восьмого сезона в США проходил в апреле — мае 2016 года.
- Эпизод 1 — Морской демон (Deep Sea Demon)
- Эпизод 2 — Смерть под толщей воды (Death Down Under)
- Эпизод 3 — Бритвоголовый (Razorhead)
- Эпизод 4 — Дьявол глубин (Devil of the Deep)
- Эпизод 5 — Ужас в раю (Terror in Paradise)
- Эпизод 6 — Специальный выпуск: В океане (Special: Into the Ocean)
- Эпизод 7 — Специальный выпуск: Секреты моря (Special: Secrets at Sea)
- Эпизод 8 — Специальный выпуск: Невидимые убийцы (Invisible Killers)
- Эпизод 9 — Специальный выпуск: Смертельные суеверия (Deadly Superstitions)
- Эпизод 10 — Специальный выпуск: Кровавая река (Special: Blood River)
- Эпизод 11 — Специальный выпуск: Убийственные открытия (Killer Discoveries)
- Эпизод 12 — Специальный выпуск: После шоу (Special: Aftershow)

### 9 сезон
Показ девятого сезона в США проходил в марте — мае 2017 года.
- Эпизод 1 — Убийца коралловых рифов (Coral Reef Killer)
- Эпизод 2 — Ужас вулканического острова (Volcanic Island Terror)
- Эпизод 3 — Ледяной убийца (Ice Cold Killer)
- Эпизод 4 — Возвращение сома-убийцы (Return of the Killer Catfish)
- Эпизод 5 — Малайзийский озёрный монстр (Malaysian Lake Monster)
- Эпизод 6 — Специальный выпуск: Убийца из бездны (Special: Killer from the Abyss)

## Примечание
- Уловы Дже́реми Уэ́йда из передачи речные монстры (недоступная ссылка)

1. ↑  Список эпизодов первого сезона на IMDb. Дата обращения: 24 марта 2011. Архивировано 8 января 2011 года.
2. ↑  Список эпизодов второго сезона на IMDb. Дата обращения: 24 марта 2011. Архивировано 8 января 2011 года.
3. ↑  River Monsters Season 2, Discovery Channel , Discovery Channel Store. Дата обращения: 28 июня 2010. Архивировано из оригинала 21 апреля 2013 года.
4. ↑  River Monsters (TV Series 2009–2017) - IMDb. Дата обращения: 4 марта 2021.
5. ↑  River Monsters (TV Series 2009–2017) - IMDb. Дата обращения: 4 марта 2021.
6. ↑  River Monsters (TV Series 2009–2017) - IMDb. Дата обращения: 4 марта 2021.
7. ↑  River Monsters (TV Series 2009–2017) - IMDb. Дата обращения: 4 марта 2021.
8. ↑  River Monsters (TV Series 2009–2017) - IMDb. Дата обращения: 4 марта 2021.
9. ↑  River Monsters (TV Series 2009–2017) - IMDb. Дата обращения: 4 марта 2021.
10. ↑  River Monsters (TV Series 2009–2017) - IMDb. Дата обращения: 4 марта 2021.